# Maurice Geldhof
Maurice Geldhof (Moorslede, 22 de noviembre de 1905 - 26 de abril de 1970) fue un ciclista belga que corrió entre 1927 y 1929, consiguiendo 2 victorias.

## Palmarés
- 1927
  - 1º en la Marsella-Lyon
  - Vencedor de una etapa al Tour de Francia
- 1929
  - 7º en la Burdeos-París

## Resultados al Tour de Francia
- 1927. 10º de la clasificación general. Vencedor de una etapa
- 1928. Abandona (17.ª etapa)
- 1929. Abandona (13.ª etapa)